# Chaînon Cathedral
Le chaînon Cathedral (en anglais : Cathedral Range) est un chaînon de montagnes américain situé dans les comtés de Madera, Mariposa, Mono et Tuolumne, en Californie. Partie de la Sierra Nevada, il culmine à 3 997 mètres d'altitude au mont Lyell. Il est presque entièrement protégé au sein de la Yosemite Wilderness, dans le parc national de Yosemite.

## Sommets

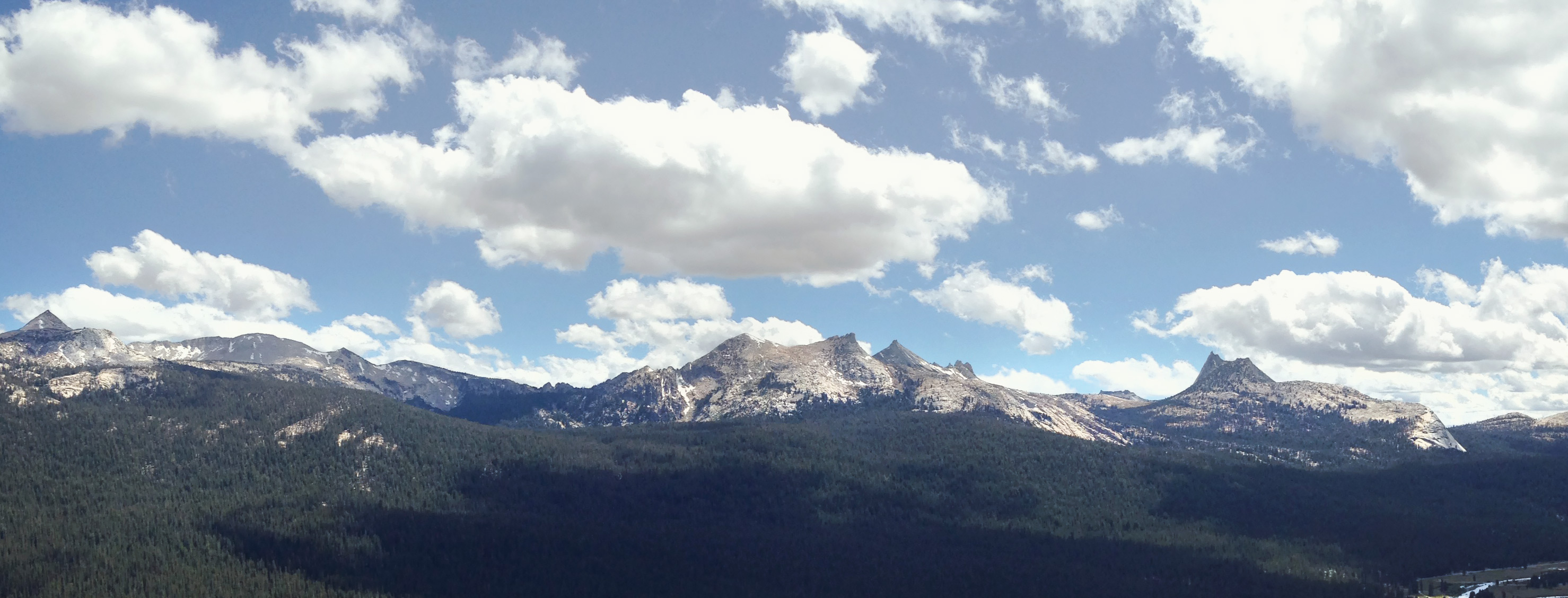
Vue du chaînon Cathedral depuis le Lembert Dome, avec le pic Unicorn au milieu et le pic Cathedral à droite.

Le chaînon comprend notamment les sommets suivants :
- Pic Amelia Earhart
- Pic Cathedral
- Pic Fletcher
- Mont Florence
- Mont Lyell
- Mont Maclure
- Crête Matthes
- Pic Parsons
- Pic Simmons
- Pic Tresidder
- Pic Unicorn
- Pic Vogelsang